# Pete Olson
Peter Graham Olson, detto Pete (Fort Lewis, 9 dicembre 1962), è un politico statunitense, membro della Camera dei Rappresentanti per lo stato del Texas dal 2009 al 2021.

## Biografia
Nato nello stato di Washington, Olson crebbe in un sobborgo di Houston. Dopo la laurea in legge, si arruolò in marina e vi rimase per nove anni.
In seguito Olson lavorò come collaboratore del senatore Phil Gramm e del suo successore John Cornyn, fino a quando nel 2008 decise di entrare lui stesso in politica con il Partito Repubblicano e si candidò alla Camera dei Rappresentanti. Nelle primarie sconfisse l'ex deputata Shelley Sekula-Gibbs e nelle generali sconfisse il deputato democratico in carica Nick Lampson. Olson venne poi riconfermato anche nelle successive elezioni, fin quando nel 2020 annunciò la propria intenzione di non ricandidarsi ulteriormente e lasciò il Congresso dopo dodici anni.
Ideologicamente è ritenuto un repubblicano conservatore.